# Eustace Balfour
Colonel Eustache James Anthony Balfour (8 juin 1854 – 14 février 1911) est un architecte écossais basé à Londres. Frère d'un premier ministre britannique et neveu d'un autre, sa carrière s'est construite sur des liens familiaux. Sa mère est la fille d'un marquis, et sa femme Frances, une suffragiste notoire, est la fille d'un duc. La belle-sœur de Frances est la princesse Louise, fille de la reine Victoria.
Les premiers travaux de Balfour portent sur les maisons de campagne anglaises et écossaises, mais il ne remporte qu'une seule commande majeure dans ce domaine. Cependant, sa nomination en tant qu'arpenteur du Grosvenor Estate à Londres lui donne le contrôle architectural d'une grande partie de Mayfair et de Belgravia dans les années 1890 et 1900, et l'opportunité de concevoir lui-même de nombreux bâtiments.
Balfour est un officier supérieur de la Volunteer Force à Londres. Son franc-parler sur les questions militaires est un facteur dans sa nomination comme aide de camp du roi Édouard VII.
Individu pointilleux et un peu renfermé, Balfour tombe dans l'alcoolisme dans la cinquantaine, ce qui entraîne sa mort prématurée.

## Jeunesse

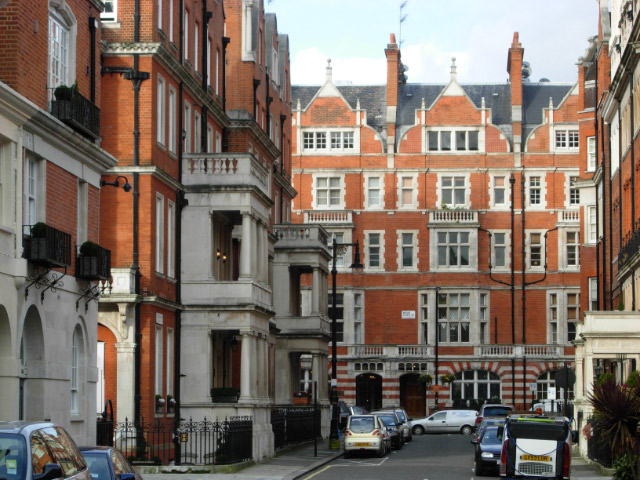
Balfour Place dans le quartier Mayfair de Londres, conçu par et nommé d'après Eustache Balfour

Balfour est né à Whittingehame House dans l'East Lothian, le plus jeune des cinq fils fils de James Maitland Balfour et de sa femme Lady Blanche Mary Harriet Gascoyne-Cecil, fille de James Gascoyne-Cecil, 2e marquis de Salisbury. Son grand-père paternel James Balfour est un nabab qui a fait la fortune de la famille en tant qu'entrepreneur fournissant la Royal Navy en Inde et devient un député conservateur, tandis que le père de sa mère est un ministre conservateur dans les années 1850. Son frère, Robert Gascoyne-Cecil, 3e comte de Salisbury, est trois fois premier ministre avant d'être remplacé en 1902 par le frère aîné d'Eustache, Arthur Balfour.  
Eustace Balfour fait ses études à Harrow et au Trinity College de Cambridge, où il obtient son diplôme en 1873. Il étudie ensuite l'architecture auprès de Basil Champneys, le concepteur du Newnham College, Cambridge, avant de créer son propre cabinet en 1879, avec un bureau à Addison Road, North Kensington, qui est également sa maison jusqu'à sa mort. 
Le 12 mai 1879, il épouse Lady Frances Campbell, cinquième fille et dixième des douze enfants de George Campbell, 8e duc d'Argyll. Le couple s'est rencontré lors d'un bal donné à Londres par Lord et Lady Goschen, et s'est marié peu après à l'église presbytérienne St John à Londres. Le père de Frances est choqué par leur hâte. Par respect pour la mère de Balfour, décédée en 1878, le mariage est modeste, sans repas formel et sans lune de miel.

## Architecture

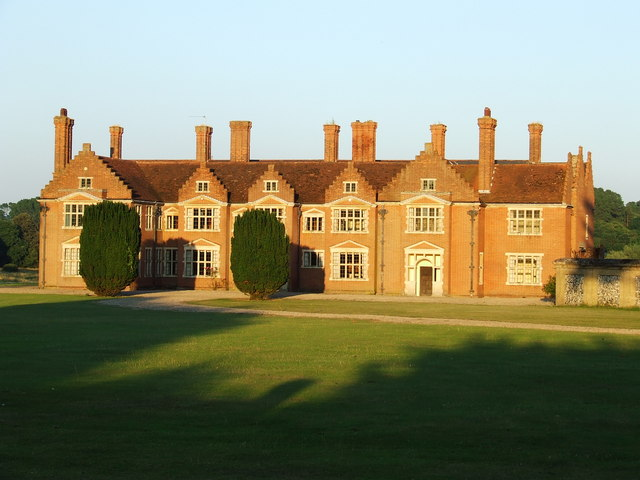
Ampton Hall dans le Suffolk, reconstruit dans les années 1880 selon la conception de Balfour & Turner

Les premières années de pratique architecturale de Balfour consistaient en de petits projets pour la famille et les amis. Celles-ci comprennent la restauration du château d'Inveraray pour son beau-père le duc d'Argyll, une extension du pavillon de chasse de son frère Arthur Strathconan House dans le Ross-shire et l'église de St Mary Magdalene dans le hameau de Hatfield Hyde. L'église, qui se trouve maintenant à Welwyn Garden City, est à l'origine connue sous le nom de Hyde Chapel. Construite comme une chapelle d'aisance dans la paroisse de Hatfield pour l'oncle de Balfour, le marquis de Salisbury, elle devient l'église paroissiale de Hatfield Hyde en 1928. 
En 1885, Balfour s'associe avec Hugh Thackeray Turner (en), partenariat qui dure jusqu'à la mort de Balfour. Il est membre de la Société pour la Protection de Bâtiments Anciens depuis qu'il est étudiant, préparant une licence à Cambridge, et Turner est le secrétaire de la Société. Ensemble, les deux hommes sont engagés pour reconstruire Ampton Hall dans le Suffolk, qui a été détruit par un incendie. Leur conception, dans un style jacobéen retenu, est la seule grande commission de maison de campagne de Balfour. 

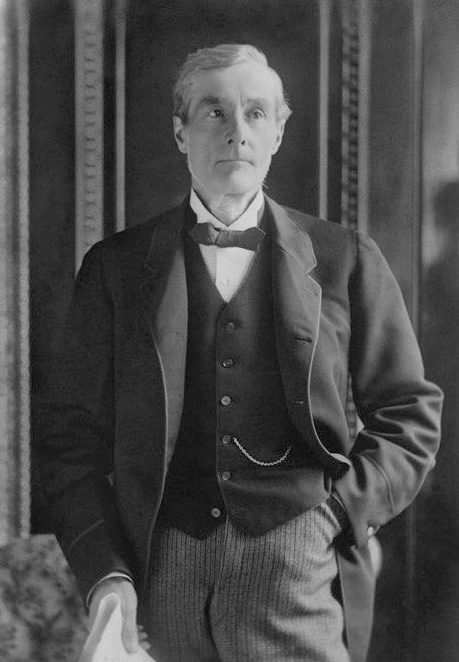
Hugh Grosvenor, 1er duc de Westminster, qui emploie Eustache Balfour comme arpenteur du domaine Grosvenor

Le travail est rare après l'achèvement d'Ampton en 1889, et en 1890, Balfour postule pour le poste d'arpenteur pour le domaine Grosvenor du 1er duc de Westminster, pour succéder à Thomas Cundy. Il semble alors peu probable qu'il soit sélectionné, mais Frances approche directement du duc (qui est aussi son oncle), et il obtient le poste. Le statut social de Balfour semble avoir été un facteur important dans sa nomination. Il est le gendre d'un duc, neveu d'un marquis, et sa femme est la belle-sœur de la fille de la reine Victoria, la princesse Louise (qui a épousé son frère aîné John en 1871). Balfour a un sens aigu de la classe sociale, et Frances Balfour décrit plus tard le 1er duc de Westminster comme ayant dirigé le domaine "non pas comme aujourd'hui sur des lignes commerciales, mais plus comme une Principauté". Même ainsi, l'épouse de son frère Gerald, Lady Elizabeth Balfour, note que lorsque l'arpenteur fait appel au duc dans son rôle professionnel, il ne s'est "jamais fait offrir de chaise et ne s'y attendait jamais". 
Le poste implique beaucoup de travail de conception pour Balfour, qui semble avoir pu prendre toutes les commandes qu'il voulait, les déléguant souvent à Turner. Dans les années 1890, Balfour et Turner semblent avoir été les concepteurs les plus prolifiques de maisons privées du domaine, et en 1892, Balfour est nommé Fellow du Royal Institute of British Architects. Leur propre travail comprend la majeure partie de la Balfour Place entièrement réaménagée à Mayfair, anciennement connue sous le nom de Portugal Street et renommée pour l'architecte. 
Balfour supervise également des projets qui sont confiés à d'autres architectes. Le duc favorise le style d'architecture de la renaissance domestique et insiste particulièrement sur la brique rouge pour les maisons d'habitation. Balfour, qui déplore le revivalisme gothique auparavant à la mode, établit des directives architecturales strictes, redessinant parfois même le travail des autres. 

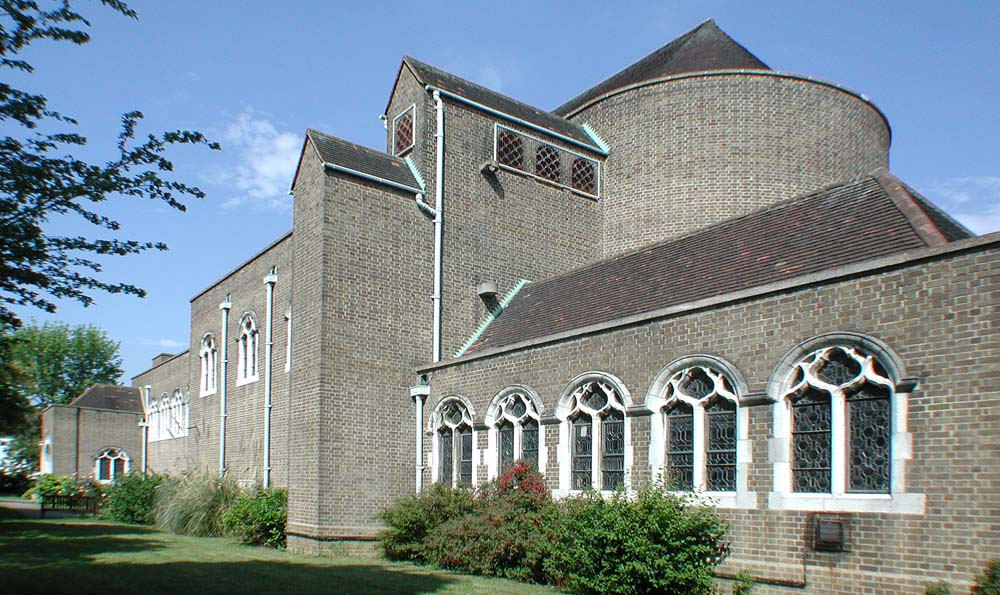
Église St Anslelm Belmont à Belmont, Harrow, une conception de Balfour & Turner qui est déplacée de son emplacement d'origine à Davies Street, Londres

Balfour et Turner conçoivent également Aldford House sur Park Lane, un manoir en pierre "orné mais rabougri" pour le magnat du diamant Alfred Beit qui est remplacé en 1932 par un immeuble moderniste conçu par Val Myer. Leur autre travail le plus notable est l'église St Anselm dans Davies Street, censée avoir été principalement l'œuvre de Turner, qui est considérée comme excentrique. Utilisant un mélange d'influences de style Arts and Crafts, il a une façade simple avec un intérieur basilical et quelques entrelacs gothiques. Lorsque sa démolition est planifiée en 1938, elle est rejetée par Harry Stuart Goodhart-Rendel comme "un enregistrement purement personnel des goûts particuliers de Thackeray Turner". Cependant, le bâtiment n'est pas en fait démoli. Au lieu de cela, il est démantelé et reconstruit sous une forme modifiée à Uppingham Avenue, dans la banlieue nord-ouest de Londres, à Belmont, sous le nom d'église St Anslelm Belmont. La paroisse le décrit comme "un véritable bâtiment recyclé". 
Balfour occupe le poste d'arpenteur jusqu'en 1910, date à laquelle il est remplacé par Edmund Wimperis. Sa deuxième décennie dans le poste est moins importante que la première, car au décès en 1899 du 1er duc, il faut payer 600 000 £ de droits de succession (équivalent à 69.1 £ en 2022 ). La pression financière qui en résulte réduit les constructions jusqu'en 1906, et quand elles reprennent, l'influence de Balfour est moindre. Il a peu d'affinités avec le jeune hédoniste 2e duc (petit-fils du premier), qu'Edwin Lutyens et d'autres ont persuadé d'adopter une politique architecturale moins rigide.

## Carrière militaire
En 1882, Balfour rejoint la Volunteer Force en 1882, devient lieutenant en 1883, et lieutenant-colonel aux commandes du London Scottish Regiment of Volunteers de 1894 à 1902. 
Il commence à s'intéresser plus largement aux questions de défense, écrivant abondamment sur le sujet, comme The Conditions and Requirements of the Volunteer Force (1886) . En juillet 1899, alors que la seconde guerre des Boers se profile, Balfour propose de lever un millier d'hommes pour aller se battre, mais il est jugé trop tôt pour commencer cet effort. Son offre au ministre George Wyndham est ignorée par le War Office, et Balfour réagit avec colère, se plaignant que les volontaires sont "attendus pour être aptes au service alors que nous sommes vigoureusement interdits d'en voir". 
Finalement, 20 000 volontaires sont appelés et combattent pendant la guerre. Cependant, le besoin de Balfour d'assurer la liaison avec le 2e duc de Westminster, qui vient d'hériter du domaine Grosvenor, l'empêche de rejoindre ses forces lors de leur voyage en Afrique du Sud à la fin de 1899. Il reste aux commandes du London Scottish jusqu'à la fin de 1902, date à laquelle il démissionne pour protester contre les contrôles financiers qui empêchent les paiements aux volontaires s'il y a un nombre insuffisant de troupes levées . À sa démission, il obtient le grade honorifique de colonel le 1er novembre 1902, avec l'autorisation de porter l'uniforme du corps à la retraite .
Fin décembre 1902, Balfour reçoit la Décoration des Officiers Volontaires. Malgré ses différends avec le gouvernement, ou peut-être à cause d'eux, le roi Édouard VII nomme Balfour en janvier 1903 comme aide de camp militaire pour les forces volontaires. 

## Vie personnelle et familiale
Eustache et Frances Balfour ont cinq enfants : 
- Blanche Dugdale (1880–1948), biographe de son oncle le Premier ministre Arthur Balfour, et plus tard sioniste notoire
- Francis Cecil Campbell Balfour (1884-1965), gouverneur colonial au Soudan dans les années 1920
- Oswald Herbert Campbell Balfour (1894-1953), secrétaire militaire du gouverneur général du Canada, 1921-1923
- Joan Eleanor Campbell Balfour (décédée en 1939)
- Alison Catherine Campbell Balfour (décédée le 3 septembre 1955)

Les récits de leur mariage divergent largement. La luxation congénitale de la hanche de Frances provoque une douleur constante et la rend souvent irritable. Le tempérament et les intérêts du couple sont opposés, l'enthousiasme de Frances pour la politique et la société intellectuelle contrastant avec la passion de son mari pour le tir et son intérêt ultérieur pour l'armée. 

## Mort
Le problème d'alcool de Balfour devient grave vers 1906 et, en 1909, sa santé commence à se détériorer sérieusement. En décembre 1910, il retourne à Whittingehame, où il meurt à l'âge de 56 ans, le 14 février 1911. Eustace est le troisième des cinq frères Balfour à mourir relativement jeune, Cecil et Francis ayant tous deux été tués dans des accidents au début des années 1880. 
Balfour est enterré à Whittingehame, avec ses parents et ses grands-parents. Frances lui survit 20 ans (jusqu'en 1931) et est enterrée à ses côtés. 
Rudyard Kipling, membre comme Balfour du Savile Club à Londres, le décrit comme "un homme grand, adorable, et l'un des meilleurs parleurs". 